# Amycinae
Amycinae è una Sottofamiglia di ragni appartenente alla Famiglia Salticidae dell'Ordine Araneae della Classe Arachnida.

## Distribuzione
Le 6 tribù oggi note di questa sottofamiglia sono diffuse in tutta l'America centrale e meridionale e in Oceania; solo il genere Bredana è endemico degli USA e tre specie del genere Thiodina sono diffuse anche sul territorio statunitense.

## Tassonomia
A maggio 2010, gli aracnologi sono concordi nel suddividerla in sei tribù:
- Amycini (13 generi)
- Astiini (12 generi)
- Huriini (7 generi)
- Hyetusini (7 generi)
- Scopocirini (5 generi)
- Thiodinini (7 generi)

### Tribù trasferite, non più in uso
- Sitticini [3](7 generi)